# Los prohibidos
Los prohibidos es una película de Argentina filmada en colores dirigida por Andrea Schellemberg sobre su propio guion  que se estrenó el 23 de enero de 2020.

## Sinopsis
La película se inicia con un fragmento de un discurso de Mauricio Macri en el que se queja de la cantidad exorbitante de empleados de Biblioteca del Congreso Nacional. A continuación, muestra el trabajo de un grupo de las bibliotecarias, se explica la extraña cancelación de una muestra sobre literatura prohibida, que se realizaba en esa biblioteca y sigue con algunas cuestiones que, si bien periféricas, son de interés, como la de una de las empleadas de la biblioteca y protagonista del filme, Silvina Castro, quien sufrió la detención ilegal y la tortura durante la Dictadura de 1976. Luego se refiere a temas como los hechos de corrupción, los recortes presupuestarios, la represión policial, la extranjerización de la tierra, los despidos masivos y el desmantelamiento de empresas. Se aportan  imágenes de archivo sobre sesiones en el congreso, discursos presidenciales, noticieros televisivos, filmaciones de la represión de diciembre de 2017 durante el tratado de la Reforma Provisional, etc.

## Intervinientes
Interviene en el filme Silvana Castro, María Julia Rillo, Diana Campi, Lorenzo Pepe, María Teresa García y Silvia Horne.

## Comentarios
Felix De Cunto en el sitio cineramaplus.com.ar escribió:

” … el documental se enrosca en asuntos muy inconexos entre sí que desordenan la narración hasta deshacerla por completo…Otras veces, su realizadora se empecina en arrojar toda crítica al gobierno macrista que tenga a su alcance, sin molestarse en darle la profundidad que debería, pero mucho peor, sin aportarle ni un sentido al inexistente hilo conductor.…Está más que claro… la validez de estas acusaciones y todas merecen el espacio y la necesidad de ser planteadas. La cuestión es que si uno va a contarlas… tiene la responsabilidad de por lo menos analizar los tópicos que toca y engrosar mínimamente la argumentación para que no quede como una recopilación de comentarios superficiales que contestaría un militante kirchnerista a uno macrista en un debate sin rumbo en Twitter. Se juntan una serie de imágenes de archivo…y de forma aleatoria se las desparrama a lo largo de la línea de montaje..

Sami Schuster opinó en el sitio cinefiloserial.com.ar:

”Con una ideología marcada, “Los Prohibidos” sirve tanto para dar a conocer el importante trabajo realizado en la Biblioteca del Congreso de la Nación, y resaltar a los libros como el principal recurso para mantener viva la memoria, como también para exponer las dificultades de la institución durante la época actual y la falta de interés de la política en la cultura. Un film comprometido e interesante para debatir y sacar tus propias conclusiones.”